# Durmenach
Durmenach je občina v departmaju Haut-Rhin francoske regije Alzacija.
Leta 1990 je v občini živelo 853 oseb oz. 148 oseb/km².